# 威斯康星大道

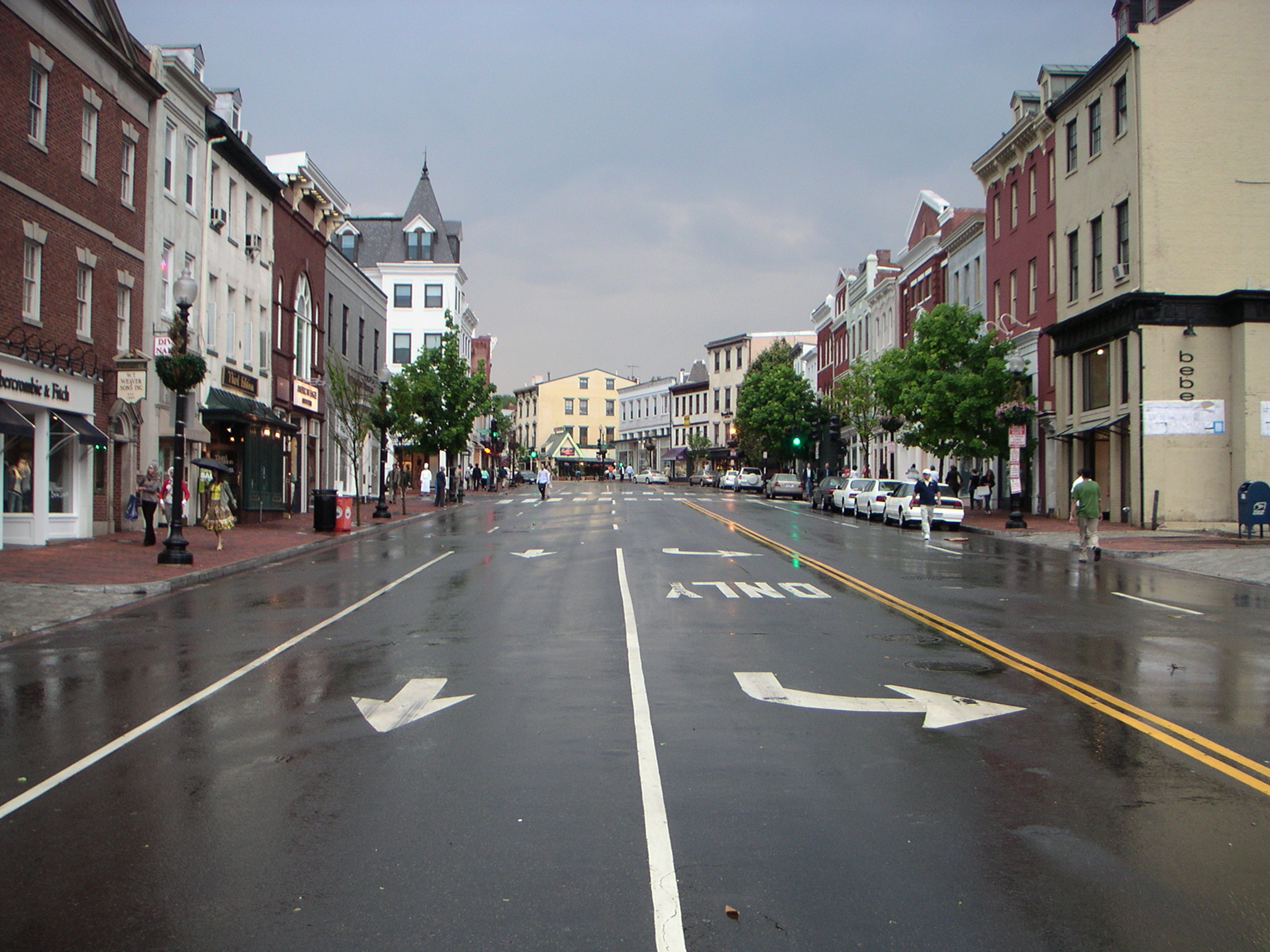
威斯康星大道

威斯康星大道（英語：Wisconsin Avenue）是华盛顿哥伦比亚特区及其马里兰州郊区的一条主要干道。它开始于乔治城的波托马克河北岸，然后向北穿过西北区，经过座堂高地（毗邻华盛顿国家座堂）、克利夫兰公园等地，一直到西大道（华盛顿哥伦比亚特区的西北边界），然后进入马里兰州的蒙哥马利县，穿过贝塞斯达，然后到达国立卫生研究院、美国国家医学图书馆等。
威斯康星大道在乔治城的一段以前曾称为 High Street，1895年更名，以适应朗方规划，虽然乔治城比华盛顿建城还要早半个世纪。中華民國駐美軍事代表團亦在此設辦公室。

威斯康星大道，马里兰州贝塞斯达

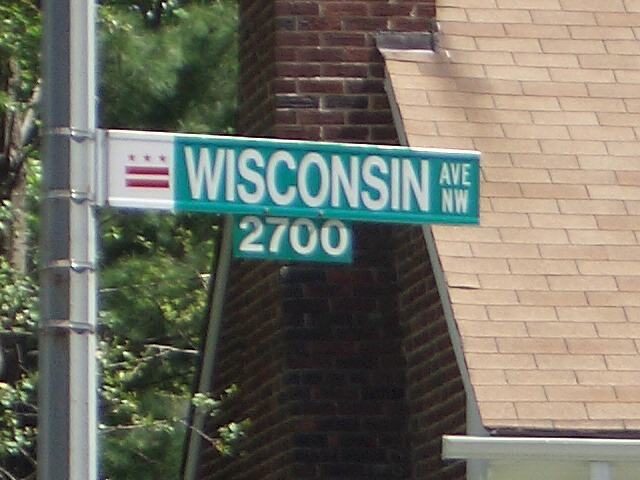
威斯康星大道路牌

- Peerless Rockville on Local Transportation
- City of Rockville, Rockville Pike Corridor Neighborhood Plan